# توبوليف تي يو-142
توبوليف تي يو-142 (بالإنجليزية: Tupolev Tu-142)‏ هي طائرة دورية واستطلاع بحري والحرب المضادة للغواصات، بأربع محركات، أنتجت في روسيا، أشتقت من القاذفة الاستراتيجية من طراز توبوليف تو-95 التوربينية. كان أول طيران لها في 18 يوليو 1968. دخلت الخدمة في 1972، صنع منها 100 طائرة.

## طائرات شبيهة
- توبوليف تو-95.